# Lista de deputados estaduais do Paraná da 12.ª legislatura
Esta é a lista de deputados estaduais do Paraná para a legislatura 1991–1995. 54 deputados foram eleitos.

## Composição das bancadas
| Partido | Líder                   | Bancada | Posição      |
| ------- | ----------------------- | ------- | ------------ |
| PMDB    | Carlos Xavier Simões    | 16 / 54 | Governo      |
| PRN     | Nelson Justus           | 10 / 54 | Oposição     |
| PDT     | Rafael Greca            | 6 / 54  | Oposição     |
| PFL     | Élio Lino Rusch         | 6 / 54  | Oposição     |
| PTB     | João Falavinha Iensen   | 5 / 54  | Oposição     |
| PSDB    | Antônio Annibelli       | 5 / 54  | Independente |
| PT      | Ernani Pudell           | 3 / 54  | Oposição     |
| PL      | José Colombino Grassano | 2 / 54  | Independente |
| PSB     | Paulo Maia de Oliveira  | 1 / 54  | Oposição     |

## Deputados estaduais
Ao total, foram 54 deputados eleitos.
| Deputados estaduais eleitos   | Partido | Votação | Cidade onde nasceu       | Unidade federativa |
| Luiz Carlos Alborghetti       | PRN     | 85.993  | Andradina                | São Paulo          |
| Carlos Xavier Simões          | PMDB    | 37.216  | Verê                     | Paraná             |
| Aragão de Mattos Leão Filho   | PMDB    | 28.381  | Inácio Martins           | Paraná             |
| José Afonso Júnior            | PMDB    | 24.577  | Santo Antônio da Platina | Paraná             |
| Cezar Silvestri               | PDT     | 22.010  | Guarapuava               | Paraná             |
| Orlando Pessuti               | PMDB    | 21.731  | Califórnia               | Paraná             |
| Luiz Carlos Caito Quintana    | PMDB    | 21.456  | Santo Augusto            | Rio Grande do Sul  |
| Erondy Silvério               | PTB     | 20.083  | Guarapuava               | Paraná             |
| Djalma de Almeida César       | PMDB    | 20.077  | Piracicaba               | São Paulo          |
| Antônio Costenaro Neto        | PFL     | 19.171  | Sertanópolis             | Paraná             |
| Aníbal Khury                  | PTB     | 18.537  | Curitiba                 | Paraná             |
| Arlindo Adelino Troian        | PRN     | 18.159  | São Francisco de Paula   | Rio Grande do Sul  |
| Renato Guimarães Adur         | PMDB    | 18.038  | São Mateus do Sul        | Paraná             |
| João Batista de Arruda        | PFL     | 18.000  | Presidente Prudente      | São Paulo          |
| Dobradino Gustavo da SIlva    | PMDB    | 17.824  | Tubarão                  | Santa Catarina     |
| Valdir Rossoni                | PRN     | 17.690  | Palmas                   | Paraná             |
| Emília Belinati               | PDT     | 17.393  | Londrina                 | Paraná             |
| Geraldo Cartário Ribeiro      | PDT     | 16.951  | Porto                    | Portugal           |
| Rafael Greca                  | PDT     | 16.792  | Curitiba                 | Paraná             |
| Nilton Roberto Barbosa        | PMDB    | 16.780  | Cruzeiro do Oeste        | Paraná             |
| Severino Félix Pessoa         | PMDB    | 16.623  | Limoeiro                 | Pernambuco         |
| Neivo Antônio Beraldin        | PMDB    | 16.277  | Erechim                  | Rio Grande do Sul  |
| Dirceu Silveira Manfrinato    | PMDB    | 15.901  | Bauru                    | São Paulo          |
| José Durval Mattos do Amaral  | PMDB    | 15.840  | Londrina                 | Paraná             |
| Antônio Annibelli             | PSDB    | 15.813  | São Paulo                | São Paulo          |
| Luiz Carlos Martins Gonçalves | PMDB    | 15.618  | Bilac                    | São Paulo          |
| Édson Silva Lino              | PMDB    | 14.497  | Jaboti                   | Paraná             |
| Domingos Faustino de Carvalho | PRN     | 14.991  | Sertanópolis             | Paraná             |
| Élio Lino Rusch               | PFL     | 15.467  | Crissiumal               | Rio Grande do Sul  |
| Algaci Tulio                  | PDT     | 14.465  | Rio Branco do Sul        | Paraná             |
| Cleiton Bordini Crisóstomo    | PMDB    | 14.460  | Curitiba                 | Paraná             |
| Basílio Zanusso               | PFL     | 14.422  | José Bonifácio           | São Paulo          |
| José Alves dos Santos         | PTB     | 13.943  | São Paulo                | São Paulo          |
| Antônio Toti Colaço Vaz       | PSDB    | 13.781  | Irati                    | Paraná             |
| Albino Corazza Neto           | PDT     | 13.766  | Espumoso                 | Rio Grande do Sul  |
| José Colombino Grassano       | PL      | 13.161  | Itamogi                  | Minas Gerais       |
| Heinz Georg Herwig            | PSDB    | 12.426  | Blumenau                 | Santa Catarina     |
| Lourenço Fregonese            | PRN     | 12.121  | Curitiba                 | Paraná             |
| João Falavinha Iensen         | PTB     | 12.049  | Faxinal                  | Paraná             |
| Nelson Garcia                 | PRN     | 12.032  | Rolândia                 | Paraná             |
| Nelson Justus                 | PRN     | 11.805  | Curitiba                 | Paraná             |
| Ademar Luiz Traiano           | PRN     | 11.659  | Francisco Beltrão        | Paraná             |
| José Artur Ricci              | PRN     | 11.654  | Santo Antônio da Platina | Paraná             |
| Ovídio José Constantino       | PT      | 11.644  | Ituporanga               | Santa Catarina     |
| Luiz Antônio Penteado Setti   | PTB     | 11.516  | São Paulo                | São Paulo          |
| Dalton Machuca                | PL      | 11.507  | Ponta Grossa             | Paraná             |
| Duílio Genari                 | PFL     | 11.317  | Veranópolis              | Rio Grande do Sul  |
| Hermas Brandão                | PSDB    | 11.298  | Campinas                 | São Paulo          |
| Antônio Carlos de Campos      | PRN     | 11.157  | Paranavaí                | Paraná             |
| Plauto Miró                   | PFL     | 11.107  | Ponta Grossa             | Paraná             |
| Alceu Antônio Swarowski       | PSDB    | 10.375  | Rio Negro                | Paraná             |
| Ernani Pudell                 | PT      | 10.372  | Toledo                   | Paraná             |
| Dr. Rosinha                   | PT      | 6.384   | Rolândia                 | Paraná             |
| Paulo Maia de Oliveira        | PSB     | 6.064   | Jacobina                 | Bahia              |